# Stranvezija
Stranvezija (lat. Stranvaesia), rod vazdazelenih drveća i grmova iz porodice ružovki (Rosaceae). Postyoji između 3 i 6 vrsta, uglavnom u Kini, Indiji i Indokini. Bio je uključivan u podtribus Pyrinae.
Tipična vrsta je Stranvaesia glaucescens Lindl., sinonim za Stranvaesia nussia. Rod je opisan u Edwards's Botanical Register 23: pl. 1956. 1837.

## Vrste
1. Stranvaesia bodinieri (H.Lév.) B.B.Liu & J.Wen
2. Stranvaesia davidiana Decne.
3. Stranvaesia lasiogyna (Franch.) B.B.Liu
4. Stranvaesia nussia (D.Don) Decne.
5. Stranvaesia oblanceolata (Rehder & E.H.Wilson) Stap
6. Stranvaesia undulata Decne.

## Sinonimi
- Weniomeles B.B.Liu; Molec. Phylogen. Evol. 189-107914: 11 (2023)